# Pato-de-cauda-afilada

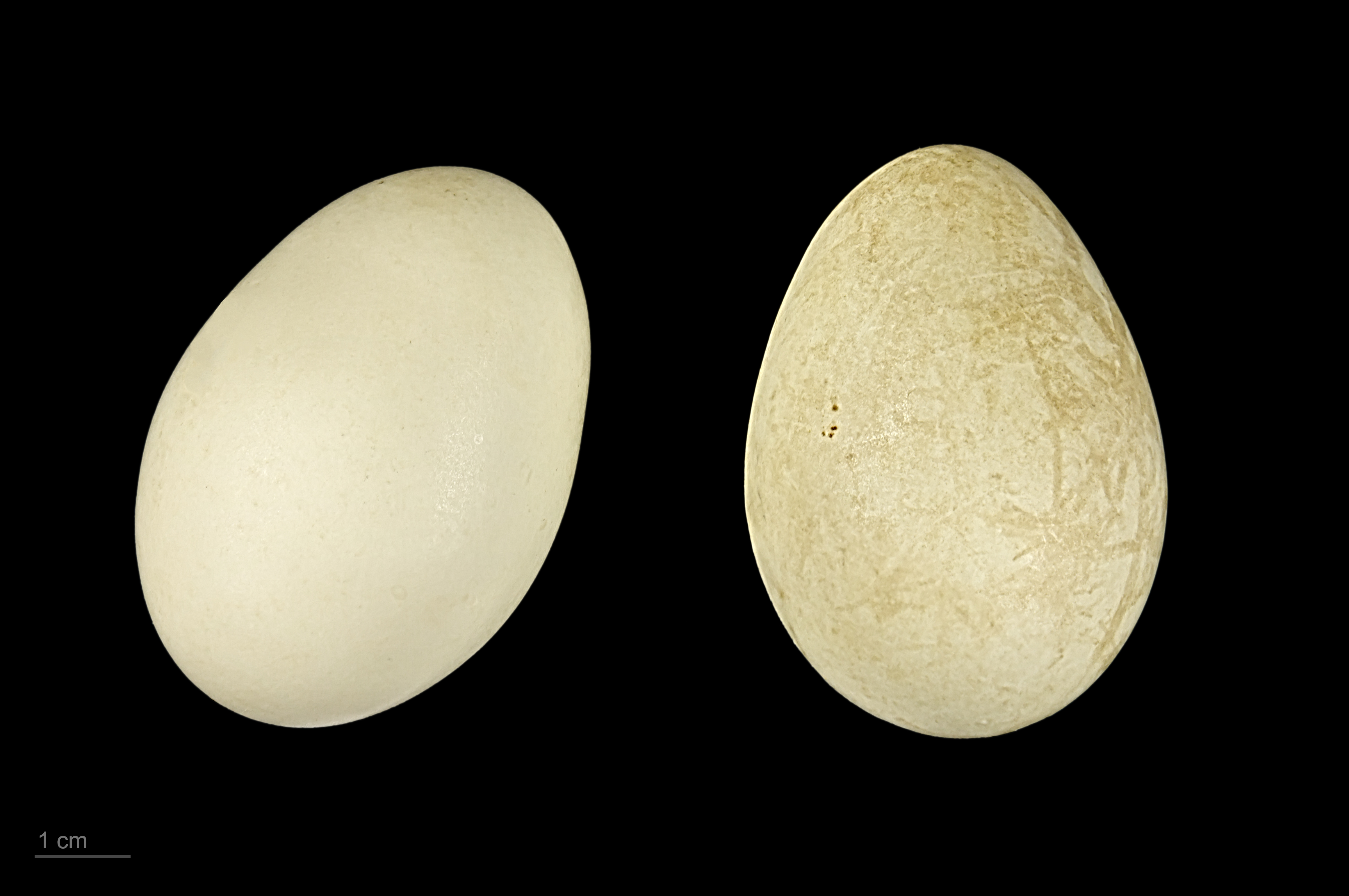
Clangula hyemalis - MHNT

O pato-de-cauda-afilada, pato-de-rabo-longo ou pato-rabilongo (Clangula hyemalis) é uma ave pertencente à ordem Anseriformes. Caracteriza-se pela sua plumagem preta e branca e, no caso dos machos, pela longa cauda pontiaguda.
Este pato distribui-se pelas regiões árcticas e inverna nas costas da Europa central, sendo muito raro em Portugal.

## Subespécies
A espécie é monotípica (não são reconhecidas subespécies).